# František Janák
František Janák (15. listopadu 1821 Sudoměřice u Tábora – 13. června 1889 Rakovník) byl český varhaník a hudební skladatel.

## Život
Vystudoval Varhanickou školu v Praze. V roce 1852 se stal varhaníkem a ředitelem kůru v kostele svatého Havla. V následujícím roce byl jmenován ředitelem kůru v Berouně a od roku 1868 až do své smrti působil v Rakovníku. Byl otcem hudebního skladatele Jana Janáka.

## Dílo
Komponoval drobné chrámové skladby, ale složil i operu Oldřich a Božena, která byla uvedena v roce 1872 v Rakovníku. Rukopisy některých jeho skladeb jsou uloženy v Národním muzeu v Praze.